# F.N.F. (Let's Go)
"F.N.F. (Let's Go)"는 미국의 음악 프로듀서 힛키드와 래퍼 글로릴라의 싱글로, 2022년 4월 29일에 발매되었다. 노래는 두 음악가의 히트작으로 여겨진다. 그래미 어워드 최우수 랩 퍼포먼스 후보에 올랐고, 빌보드 핫 100 42위를 기록했다.

## 배경
힛키드는 2022년 4월에 비트를 작곡해 메건 더 스탤리언에게 보냈으나, 답장을 받지 못하자 글로릴라에게 대신 연락했다. 둘은 곧 스튜디오에서 만났고, 글로릴라는 백우드를 피우기 위해 밖으로 나갔다. 이후 "I’m F-R-E-E, fuck nigga free"를 떠올렸고, 30분만에 노래를 녹음했다.

## 음악 및 가사
노래는 "모든 싱글 여성을 위한, 활기가 넘치고 신나는 크렁크 앤섬"이다. 글로릴라는 "위협적인 키 루프와 전진하는 드럼" 위에서 바람둥이와의 관계를 끝낸 후 여성 친구들과 시간을 보내는 것을 노래한다.

## 평가
<페이더>의 브랜던 캘린더는 비트가 최근 몇 년간의 멤피스 랩과 크게 다르지 않으나, 여전히 귀를 쫑긋 세우게 한다고 평했다. <XXL>은 글로릴라가 훅 "I'm F-R-E-E, fuck-nigga-free"와 재치있는 비난 "He say, 'Y'all be living fast,' nah, pussy boy, you slow" 등 카리스마에 어울리는 랩 실력을 가지고 있다고 평했다.

### 연말 목록
| 출판사                | 목록                     | 순위 | 각주  |
| --------------------- | ------------------------ | ---- | ----- |
| <로스앤젤레스 타임스> | 2022년 최고의 노래 100개 | 35   | [ 5 ] |
| <NPR>                 | 2022년 최고의 노래 100개 | 1    | [ 6 ] |
| <피치포크>            | 2022년 최고의 노래 100개 | 3    | [ 7 ] |
| <타임>                | 2022년 최고의 노래 10개  | 4    | [ 2 ] |

## 뮤직 비디오
글로릴라는 뮤직 비디오에서 친구들과 마구잡이로 돌아다니고, 술을 마시고, 재미있게 논다. 어떤 사람은 한 손으로 친구의 엉덩이를 때리고 다른 손으로는 아기를 안고 있다.

## 리믹스
에리카 뱅크스, 레니 루치, 칼리는 노래의 비트 위에 뱉은 프리스타일을 공개했다. 2022년 9월 9일에 라토와 JT가 피처링한 공식 리믹스가 발매되었다.

## 차트 성적
노래는 2022년 6월에 빌보드 핫 100 91위로 진입해 힛키드와 글로릴라의 첫 번째 차트인 곡이 되었다.

## 차트
| 차트 (2022)                    | 최고 순위 |
| ------------------------------ | --------- |
| 미국 빌보드 핫 100             | 42        |
| 미국 핫 R&B/힙합 노래 (빌보드) | 11        |

| 차트 (2022)                    | 순위 |
| ------------------------------ | ---- |
| 미국 핫 R&B/힙합 노래 (빌보드) | 29   |

## 인증
| 국가                               | 인증     | 판매량/출하량 |
| ---------------------------------- | -------- | ------------- |
| 미국 (RIAA)                        | 플래티넘 | 1,000,000     |
| 판매량+스트리밍을 기반으로 한 인증 |          |               |

## 수상 및 후보
| 시상식          | 연도 | 부문               | 결과 | 각주   |
| --------------- | ---- | ------------------ | ---- | ------ |
| BET 힙합 어워드 | 2022 | 올해의 노래        | 후보 | [ 15 ] |
| 그래미 어워드   | 2023 | 최우수 랩 퍼포먼스 | 후보 | [ 16 ] |